# Impératorine
L'impératorine est un composé organique de la classe des furocoumarines  isolés de Urena lobata L. (Malvaceae).  
Elle est biosynthétisée à partir de l'ombelliférone, une coumarine.